# Retorică
Retorica (gr. ῥήτωρ, rhêtôr, orator, învățător, lat. retorica, oratoria) este arta de a vorbi bine cu scopul de a convinge.

## Istoric

### Grecia Antică
- Sofiștii au considerat că retorica este o formă de cunoaștere și de virtute (în sensul de a face pe practicant „mai bun”)
- In contrast, Platon (Republica) a considerat că determinarea adevărului (cunoașterea) aparține filozofiei, retorica având ca scop final doar formarea sau modificarea unei opinii, care în interpretarea lui Platon nu este cunoaștere.
- Aristotel (Arta Retoricii) acordă retoricii un statut egal și complementar cu cel al filozofiei (cel mai înalt posibil) deoarece ambele sunt accesibile tututor oamenilor într-o oarecare măsură. A împărțit retorica în Invenție (descoperirea argumentelor sau tipurilor de argumente care ar putea fi utilizate), Aranjament (organizarea logică și pregătirea momentului oportun (gr. kairos, lat. occasio)) și Stil (forma exprimării). Modurile de a convinge sunt bazate pe etos (caracterul vorbitorului), patos (emoția trezită în interlocutor) sau logos (logica argumentului).

### Roma Antică
- Cicero împarte retorica în Invenție (subiect și aranjament), Expresie (cuvintele alese și prezentare) și Memorizare.
- Sistematizarea în Quintilian (Institutio Oratoria) este diferită. Acesta împarte retorica în Invenție (lat. inventio, găsirea ideilor), Aranjament (lat. dispositio, organizare), Expresie (lat. elocutio, formularea ideilor în modul cel mai pregnant, cu ajutorul figurilor de stil), Memorizare (lat. memoria) și Prezentare (lat. actio).

### Evul Mediu și Renaștere
- In scolastică Evului Mediu aranjamentul este format din trei părți: teză, antiteză și sinteză. Un exemplu al acestui mod de prezentare este Summa Theologiae de Toma de Aquino.
- Retorica are un rol central în educația studentilor în universitățile medievale.
- Ornamentarea stilistică excesivă a Evul Mediu târziu a fost înlocuită de o nouă apreciere a simplității in Renaștere.
- După Reformă, retorica a fost minimalizată în țările și regiunile protestante și, prin extensie, în Statele Unite.

### Iluminism
- Descartes critică metoda scolasticii în Discurs asupra metodei (1637) și (ca și Platon) consideră că retorica este o exprimare a unei opinii, fără ca aceasta să fie capabilă să ajungă la o nouă cunoaștere. Opune retorica unui sistem bazat pe rațiune și experimente, punând astfel bazele filozofice ale revoluției stiințifice.
- Studiul retoricii este redus în Franța, în special dupa 1789, aceasta fiind văzută ca un element învechit, opus filozofiei iluminismului.

## Controverse legate de retorică
Retorica a fost un domeniu suspect în Grecia Antică (retorica a fost interzisă în Sparta și practicarea ei a fost limitată în Atena). Controversele sunt de două feluri.

### Retorică și cunoaștere
Retorica este menționată deseori în sens negativ deorece se consideră ca aceasta nu adaugă nimic nou la cunoaștere (de exemplu, Platon). Gândirea (organizată de rațiune) și comunicarea (organizată de retorică) sunt complet separate. Acest punct de vedere nu este însă acceptat în prezent, cu argumentul că organizarea unei prezentări sau a unui raport pentru a convinge duce la clarificarea ideilor vorbitorului, la descoperirea punctelor slabe, etc.

### Retorică și obiectivitate
O alta critică adusă retoricii este că aceasta este un instrument care facilitează, într-un mod sau altul, denaturarea prezentării corecte a faptelor, de exemplu, prin selectarea detaliilor care susțin un punct de vedere și omiterea altora.
In mod evident, dacă un vorbitor prezintă un punct de vedere fals cu bună știință, aceasta indică o deficiență etică a acestuia. Cu toate acestea, o anumită interpretare este inevitabilă în cel mai obiectiv și riguros raport, în primul rând prin selecția subiectelor care sunt discutate, prin aranjamentul și stilul prezentării, specific fiecărui vorbitor. Discuția așa-numită „directă” este imposibilă fără să se transforme într-un interogatoriu. Retorica poate fi astfel un cadru în care aceste interpretări inevitabile și deseori subconștiente sunt limitate, prin stabilirea unor reguli cunoscute și acceptate de către toți partenerii la discuție.